# Julie Davis
Julie Sandra Davis (ur. 1969) − amerykańska reżyserka, montażystka, scenarzystka i aktorka filmowa.

## Życiorys
Urodzona pod koniec lat sześćdziesiątych w Miami Beach na Florydzie, Davis dojrzewała w centrum Miami. W 1990 ukończyła Dartmouth College, rok później uczęszczała na zajęcia z montażu filmowego ufundowane przez American Film Institute (AFI).
Jej pracą zaliczeniową pod koniec studiów był jednogodzinny film, adaptacja sztuki Jean-Paula Sartre’a. Do branży filmowej Davis wdarła się wkrótce potem, w 1993 montując wydany na rynku video film akcji klasy „B” pt. Street Angels. Już w 1994 wyreżyserowała zabarwiony erotyzmem, niskobudżetowy horror Witchcraft VI (znany też jako Witchcraft 666: The Devil's Mistress), który stanowił szóstą część tyleż popularnej, co tandetnej sagi. Do filmu, wspólnie z Peterem E. Flemingiem, napisała scenariusz. Pierwszym ambitnym dziełem Davis została komedia obyczajowa Kocham cię, ręce przy sobie (I Love You, Don't Touch Me!, 1997), nie tylko przez nią wyreżyserowana, ale również napisana, zmontowana i wyprodukowana. Obraz odnotował swoją premierę podczas 1997 Sundance Film Festival. Przełomowym dla kariery reżyserki okazał się autorski film Amy's Orgasm (2001). W tej romantycznej komedii o tematyce lesbijskiej Julie Davis wystąpiła w roli tytułowej, na planie towarzysząc między innymi Vincentowi Castellanosowi, Nickowi Chinlundowi i Julie Bowen. Sam projekt wyróżniony został Nagrodą Audiencji podczas 2001 Santa Barbara International Film Festival. Jeszcze w 2001 artystka wyreżyserowała inną komedię romantyczną z wątkami LGBT, All Over the Guy. Film do dziś popularny jest w środowiskach gejowskich.
Prywatnie Julie Davis jest żoną producenta filmowego Scotta Mandella, któremu urodziła jedno dziecko.

## Filmografia

### reżyseria
- Finding Bliss (2009)
- All Over the Guy (2001)
- Amy's Orgasm (2001)
- Kocham cię, ręce przy sobie (I Love You, Don't Touch Me!, 1997)
- Witchcraft VI (1994)

### montaż
- Finding Bliss (2009)
- Amy's Orgasm (2001)
- Kocham cię, ręce przy sobie (I Love You, Don't Touch Me!, 1997)
- Shoot the Moon (1996)
- Street Angels (1993)

### scenariusz
- Finding Bliss (2009)
- Amy's Orgasm (2001)
- Kocham cię, ręce przy sobie (I Love You, Don't Touch Me!, 1997)
- Witchcraft VI (1994)

### produkcja
- Amy's Orgasm (2001)
- Kocham cię, ręce przy sobie (I Love You, Don't Touch Me!, 1997)

### obsada aktorska
- Finding Bliss (2009) jako Dyan Cannons
- Amy's Orgasm (2001) jako Amy Mandell
- Kocham cię, ręce przy sobie (I Love You, Don't Touch Me!, 1997) jako Lisa

## Nagrody i wyróżnienia
- 2001, Santa Barbara International Film Festival:
  - nagroda Audience Choice w kategorii najlepszy film fabularny (za film Amy's Orgasm)